# Doge della Repubblica di Venezia
Il doge (in veneto doze o doxe, pron. /ˈdoze/), nel governo della Repubblica di Venezia, era il capo di stato e di governo. Secondo la tradizione la carica fu istituita nel 697 e durò fino alla caduta della Repubblica, avvenuta il 12 maggio 1797.
Al doge ci si rivolgeva anche con i titoli di Monsignor el Doxe, Serenissimo Principe o Vostra Serenità o con l'originale latino Dux, cioè duca ("comandante" o "generale").

## Storia

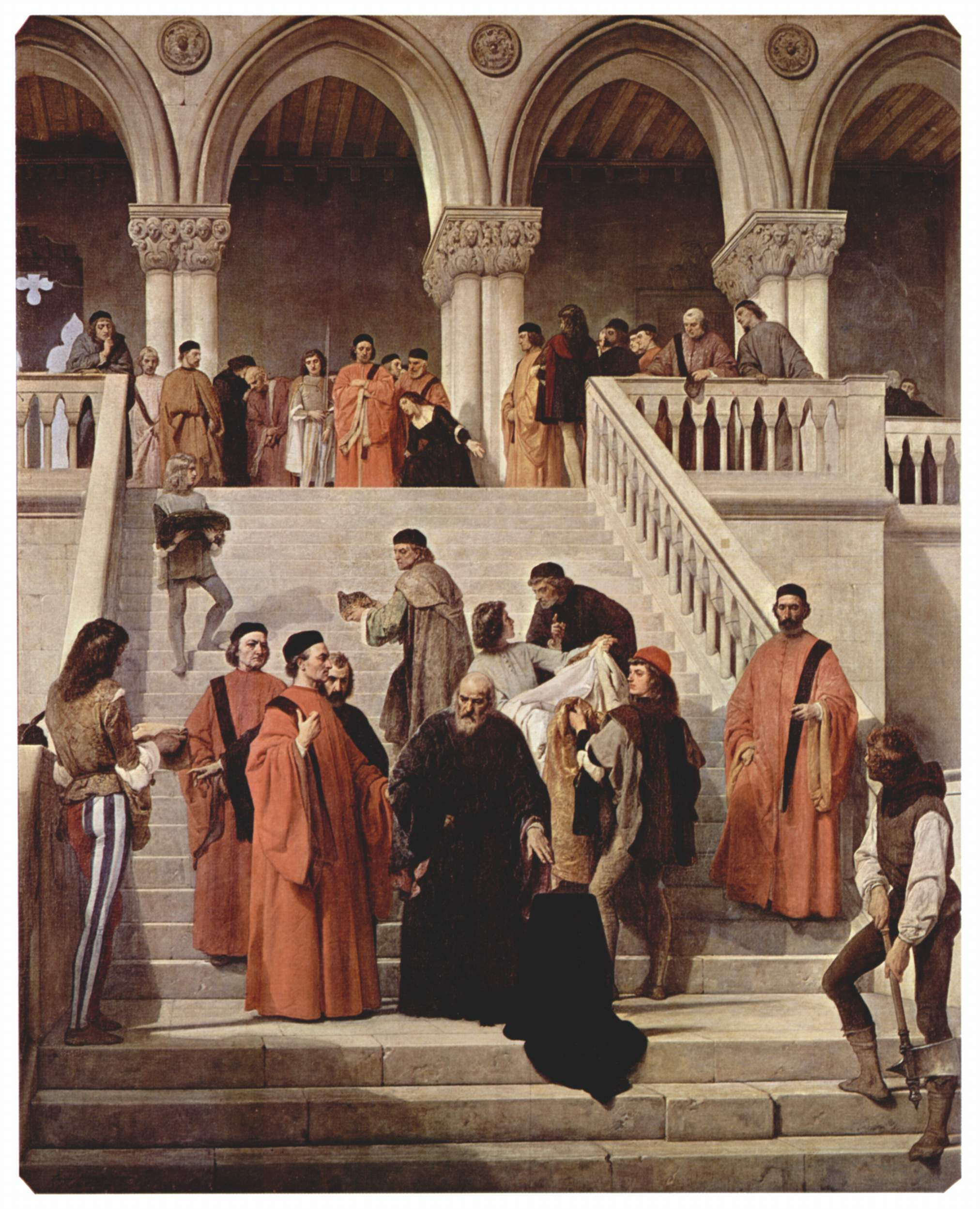
La decapitazione di Marin Falier sulla Scala dei Giganti, dove era stato incoronato, in un dipinto di Hayez

Dipanatasi su un periodo storico di mille e cento anni e per un numero di centoventi successori (escludendo le sovrapposizioni di coreggenza nelle epoche più antiche), l'istituto ducale veneziano subì una profonda evoluzione che, dall'accezione militare primitiva, evolvette prima rapidamente in forma monarchica e poi, solo in epoca successiva, in magistratura repubblicana.
L'istituzione ducale, a Venezia, ha origini bizantine risalenti alla nomina del primo dux Paolo Lucio Anafesto, nel 697, quale governatore militare della Venezia bizantina per conto dell'Esarca di Ravenna.
Contesa nel periodo 726-737 tra Veneziani e Bizantini e brevemente interrotta a seguito del trasferimento del potere ai Magistri Militum, l'elettività ducale fu, a partire dal 742, definitivamente sottratta al controllo imperiale, sancendo così l'inizio della monarchia ducale, che durò, con alterne vicende, sino all'XI secolo.
Nei primi tre secoli di Venezia vi furono ventotto dogi, di cui quattordici deposti, con accecamento, taglio della barba e dei capelli per sfregio o per forzata tonsura (al modo bizantino), oppure uccisi in rivolte; quattro preferirono abdicare, uno cadde in battaglia e solo nove morirono di morte naturale.
Se la prima stabile forma di coinvolgimento del patriziato nella gestione del potere si era avuta già sin dai primi secoli in ambito giudiziario attraverso l'istituzione della Curia ducis, a partire dalla prima legge costituzionale della Repubblica del 1032, si avviò un inarrestabile processo di limitazione e sottrazione di potere ducale da parte della nascente aristocrazia mercantile, durato sin quasi alla fine della Repubblica nel XVIII secolo, ma che già nel secolo XIII aveva reso il Doge un sovrano formale.
Ecco che naturalmente, soprattutto nei secoli IX-XII, alcuni dogi cercarono di trasformare il potere dogale in ereditario o di fare del doge un principe sopra gli altri nobili, ma ogni tentativo fu rinculcato dall'aristocrazia che rese da ultimo il doge supremo magistrato e primo servitore della Repubblica:
- 1032: si proibisce al Dux di associarsi un co-reggente e gli si affiancano due consiglieri perché ne controllino l'operato;
- 1143: si istituisce un Consilium Sapientium con l'incarico di controllare l'attività di governo del doge;
- 1148: si istituisce la Promissione Ducale, specie di Capitolare sul quale il doge deve giurare di osservarne il contenuto;
- 1172: l'elezione del Dux è affidata a 11 elettori;
- 1175: si aumentano a sei i consiglieri ducali a formare il Consiglio Ducale;
- 1178: si stabilisce che degli undici elettori ducali ne siano d'ora in poi tratti quattro, col compito di nominarne altri quaranta, ai quali affidare l'elezione definitiva;
- 1268: si riforma definitivamente l'elezione ducale con un complesso sistema di nomine e ballottaggi (spiegata di seguito) e si istituisce un collegio di Promissori incaricati di redigere una formula del giuramento personalizzata per ciascun doge (in modo da cucirgli su misura il giuramento e contrastare più in specifico gli interessi di ciascun principe) e di verificarne il rispetto;
- 1275: si proibisce al doge e ai figli di sposare principesse straniere;
- 1339: si proibisce l'abdicazione ducale;
- 1342: si proibisce al doge e alla dogaressa di svolgere attività commerciali;
- 1343: si escludono i figli del doge da tutte le magistrature dello Stato;
- 1367: si proibisce al doge di possedere terre al di fuori del dogado;
- 1391: il Senato avoca a sé la nomina dei vescovi nel territorio della Repubblica;
- 1400: si stabilisce che gli Avogadori de Comun possano portare in giudizio il Doge, sia per atti pubblici che privati;
- 1501: si istituiscono gli Inquisitori del Doge defunto, per vagliare dopo la morte l'operato condotto dal principe.

Anche la titolatura ducale variò nel tempo: dall'originale humilis Dux provinciæ Veneciarum divina gratia Venetiæ Dux (umile duca della provincia di Venezia per grazia divina Duca di Venezia), l'espansione dei domini adriatici portò gli imperatori bizantini a riconoscere prima, nel 1004, il titolo di Dux Venetiæ et Dalmatiæ, Dux Veneticorum et Dalmatianorum (Duca di Venezia e Dalmazia, Duca dei Veneti e dei Dalmati) e quindi, nel 1085, quello di Dux Venetiæ, Dalmatiæ, Chroatiæ (Duca di Venezia, Dalmazia, Croazia). Nel 1148 il Papa riconosceva il doge Dominator Marchiae (Signore delle Marche) e questi a partire dal 1150 si proclamava anche Totius Istriæ dominator (Signore di tutta l'Istria).
Dalla corte di Bisanzio i primi dogi ebbero i titoli onorifici di: Imperialis ipathus, Dux ac spatarius Veneticorum, Imperialis patricius archispatus imperialis protosevastos o protosebaste. Del titolo di spatario rimase il ricordo nello spadone, che veniva portato da un patrizio nel corteo del doge.
Tra il 1204 e il 1356 i dogi veneziani si fregiarono anche del titolo aggiuntivo di Dominus quartae partis et dimidiae totius Imperii Romaniae (Signore di un quarto e mezzo dell'Impero di Romània). La pace con gli ungheresi del 1358 portò ad eliminare i riferimenti a Dalmazia e Croazia con un più sobrio Dux Veneticorum et coetera (Duca dei Veneti ed altri), che persistette sino alla fine della Repubblica.Nel 1489, la vedova di Giacomo II di Lusignano e ultima regina, la veneziana Caterina Cornaro, decise, per paura di essere uccisa, di tornare in patria e di donare l'isola alla Repubblica di Venezia. Da quel momento in poi il Doge veneziano ebbe e fu riconosciuto legittimamente ed unicamente con il titolo di monarca del regno di Cipro, Gerusalemme e Armenia. Lo stesso sultano d'Egitto ne prese atto, accettando il fatto compiuto. Al termine dell'evoluzione dell'istituzione ducale, così descrivevano i Veneziani il loro doge: In Senatu senator, in foro civis, in habitu princeps (in Senato è senatore, nel foro è cittadino, nell'abito è principe) o, più volgarmente, il segno di Taverna del Veneto Stato, cioè null'altro che una bella insegna.

### La leggenda del primo doge
Principalmente per legittimare la subordinazione del doge alla nobiltà nel tempo si sviluppò una leggenda relativa all'elezione del primo doge (Paoluccio Anafesto), che lo voleva eletto dalle 12 antiche casate veneziane, cioè dai liberi secondo l'eredità lasciata dalla defunta Repubblica Romana, e dal clero. Egli non era dunque un principe, ma un primus inter pares. L'evento si voleva svoltosi nell'antica Capitale di Eraclea sotto gli auspici di una conferenza voluta dal Patriarca di Grado. Nella cattedrale si conserva uno splendido mosaico a memoria del luogo in cui si celebrò la nascita di questa figura.
- Marco Aurelio Contarini - 697 - primo doge. Francesco Schröder, segretario del governo austriaco (che scrisse un repertorio delle famiglie confermate nobili dopo il passaggio del Veneto agli austriaci) afferma: “Fin dai primi tempi della Repubblica vennero i Contarini dalle sponde del Reno ad abitare le isolette venete. Nove sono gli individui sortiti da questo ceppo che coprirono la Suprema dignità dello Stato, quella cioè di Doge, e il primo fu Marco nel 697.”[2]. Quindi nel 697 i dodici esponenti delle principali famiglie di Venezia elessero uno di loro (Marco Contarini) princeps (con la medesima accezione augustea di primo fra pari). Per questo motivo alcune fonti (tra i quali anche l'Enciclopedia Britannica) considerano Marco Contarini il primo doge di Venezia mentre altri (tra i quali anche l'enciclopedia Treccani) considerano Paolo Lucio Anafesto come primo dux, dell'elenco ufficiale dei 120 dogi di Venezia che inizia appunto nell'anno 697 d.C.: Marco Aurelio Contarini, fu uno dei 12 Tribuni che elessero Paolo Lucio Anafesto nel 697 con il patronato del Patriarca di Grado[3]. In realtà seguendo la tradizione Romana dei due consoli, la comunità veneta individuò un capo civile ed uno militare. Dal punto di vista semantico princeps significa primo tra pari per autorità (antecedente del termine presidente) mentre il termine doge deriva dal dux romano, sinonimo di generale militare. Paolo Lucio Anafesto risulta doge in quanto dux (capo militare) mentre Marco Contarini venne eletto princeps dai 12 elettori quale principe dei Veneti. In seguito le due cariche sono state assunte da una sola persona che effettivamente veniva chiamata doge e principe allo stesso tempo.

## Descrizione

### Elezione

Diagramma dell'elezione del Doge di Venezia

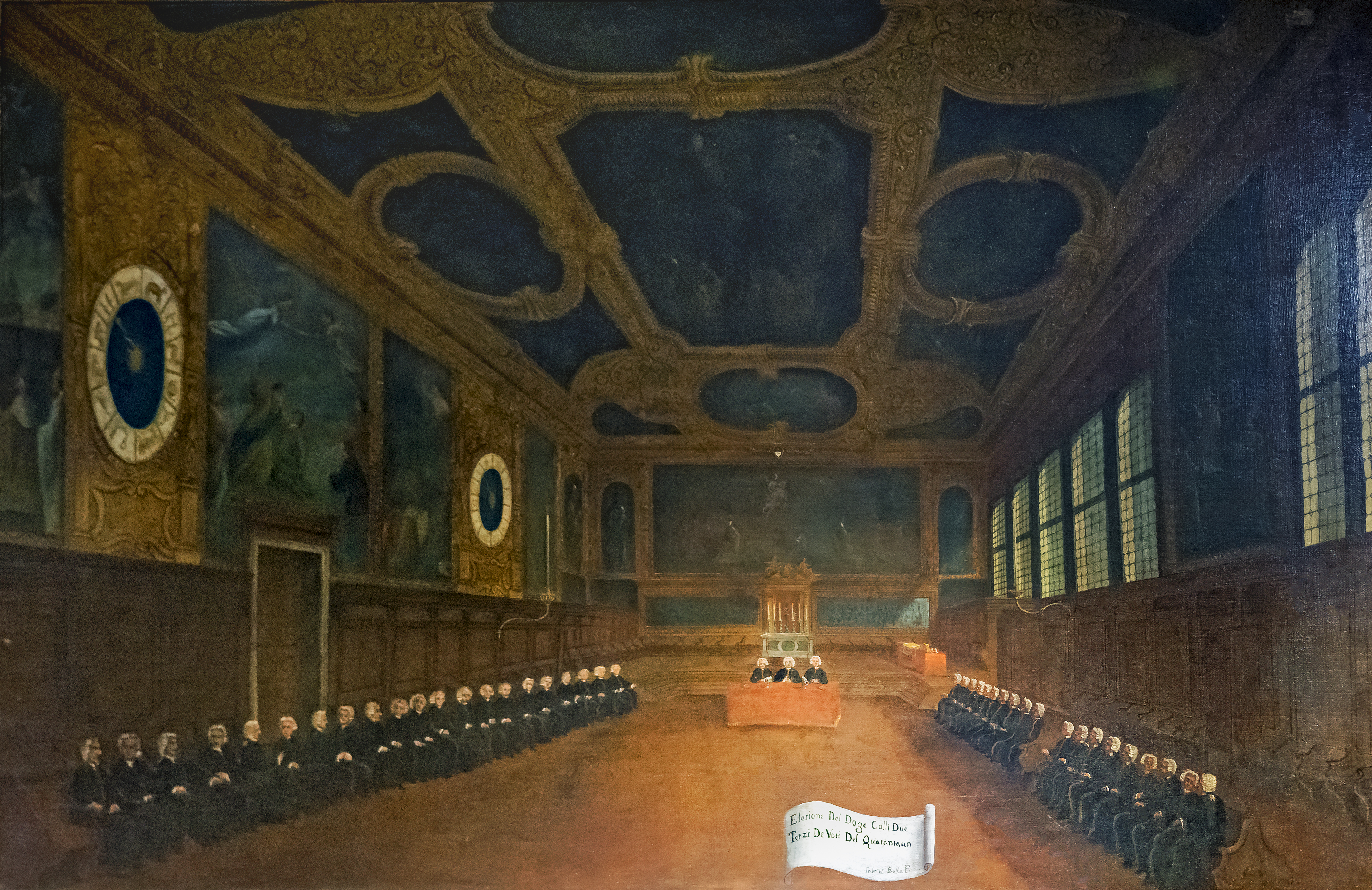
Elezione del doge per opera dei Quarantuno Gabriele Bella

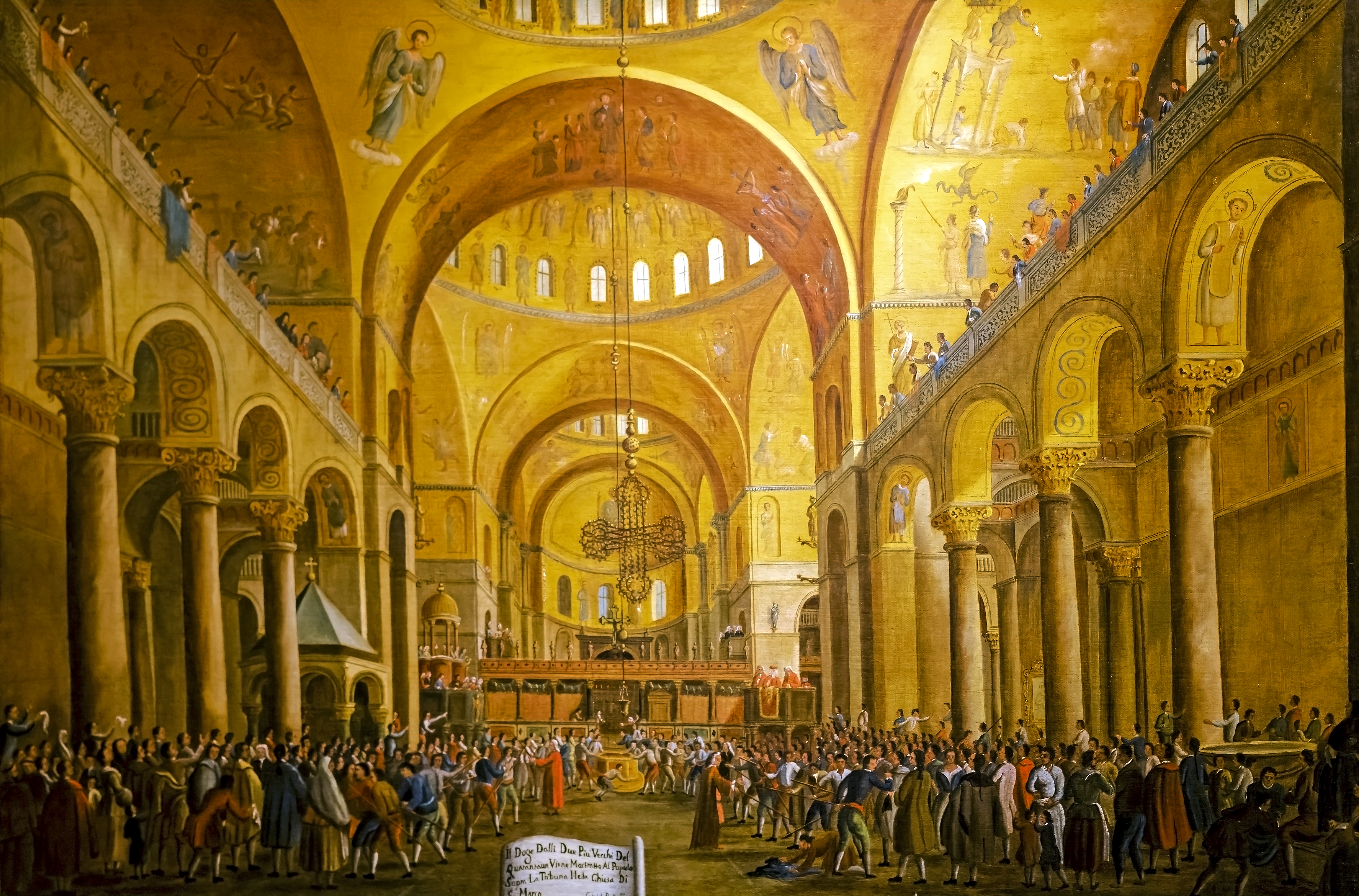
La presentazione del nuovo doge al popolo Gabriele Bella

Il metodo di elezione del doge era studiato per corporativismi. Si facevano diverse estrazioni multiple di palline (chiamate balote) da un'urna. Le palline, metalliche e indistinguibili al tatto, venivano contate con manine di legno e contenevano il nome del votato. Da queste balote deriva la moderna parola "ballottaggio". Si facevano inoltre molte estrazioni a cascata, in modo che fosse impossibile (o almeno che occorresse molta fortuna) tentare giochi di potere per determinare l'eletto. Con un primo ballottaggio veniva sorteggiata una commissione di pochi membri, i quali con un secondo ballottaggio ne eleggevano un'altra più ampia, e poi una più ridotta, e infine una molto più ampia.
La procedura prevedeva che dopo aver sepolto il defunto doge si riunisse il Maggior Consiglio e che il consigliere ducale più giovane si recasse fuori dal Palazzo e scegliesse un fanciullo del popolo tra gli 8 e i 10 anni. Questi doveva trarre a sorte da un'urna i nomi di 30 consiglieri, col limite che non appartenessero alla stessa famiglia e non avessero alcun legame di sangue, dai quali si sarebbero tratti a sorte 9, col compito di nominare 40, ridotti a 12 per ballottaggio. Questi dovevano eleggere 25 membri, da cui estrarre 9 che eleggessero 45 consiglieri, da cui estrarne 11 che nominassero infine i 41 cui sarebbe spettata l'elezione del nuovo doge. Era il fanciullo scelto che distribuiva le ballotte e che le contava dopo la votazione. In seguito rimaneva al servizio del doge (era chiamato ballottino). Le ballotte di stoffa venivano estratte dall'urna e contate con l'aiuto di manine di stoffa o di legno. Le prime modalità di elezione davano luogo a pratiche fraudolente: prima delle votazioni i membri del Maggior Consiglio si ritrovavano davanti al palazzo nel brolo, dove i più potenti cercavano di comprare i voti dei nobili squattrinati, i barnabotti. Questa pratica finì con l'assumere il termine di "broglio", termine usato ancora oggi. Per evitare possibilità di interferenza nel processo decisionale, la procedura di voto subì numerosi raffinamenti tra il 1172 ed il 1268, quando fu adottata la versione definitiva che metteva al riparo dai brogli. Si trattava di una procedura estremamente complessa che in quell'epoca, in cui non esistevano computer, poteva durare anche settimane, ma rendeva praticamente impossibile manipolarne l'esito.

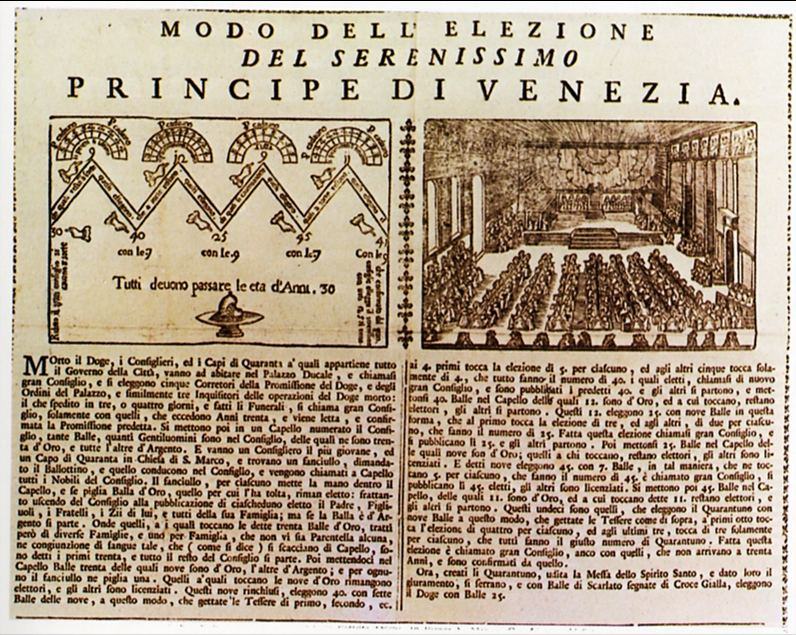
Elezione del doge
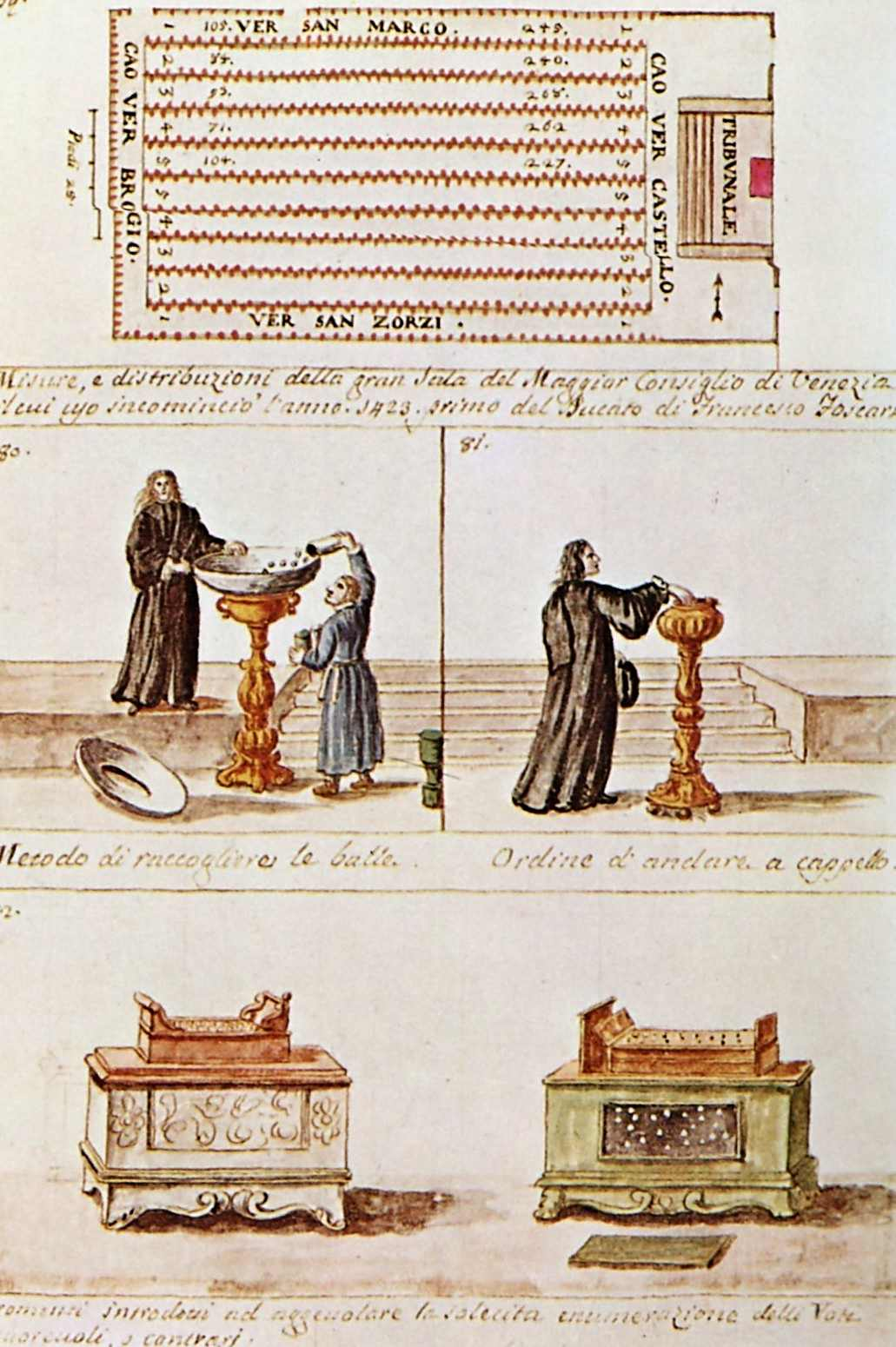
Votazioni per il doge
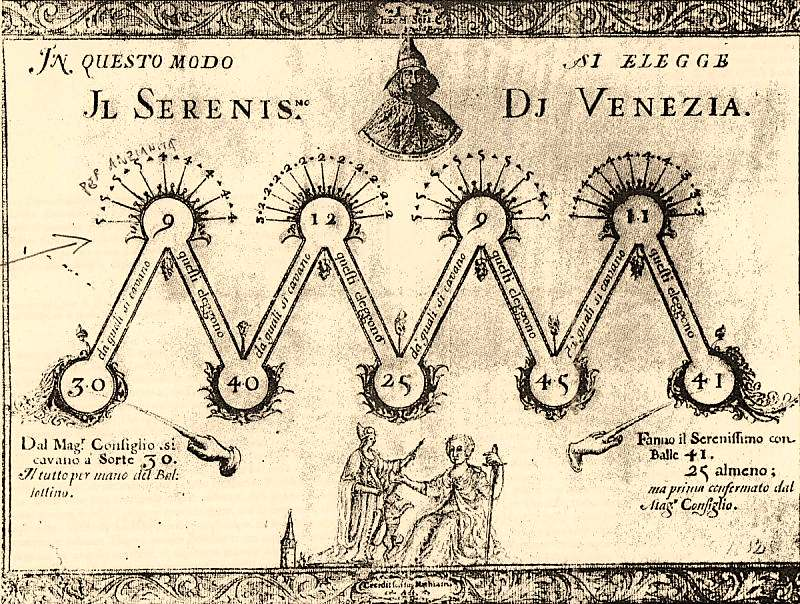
Schema delle votazioni per l'elezione del doge
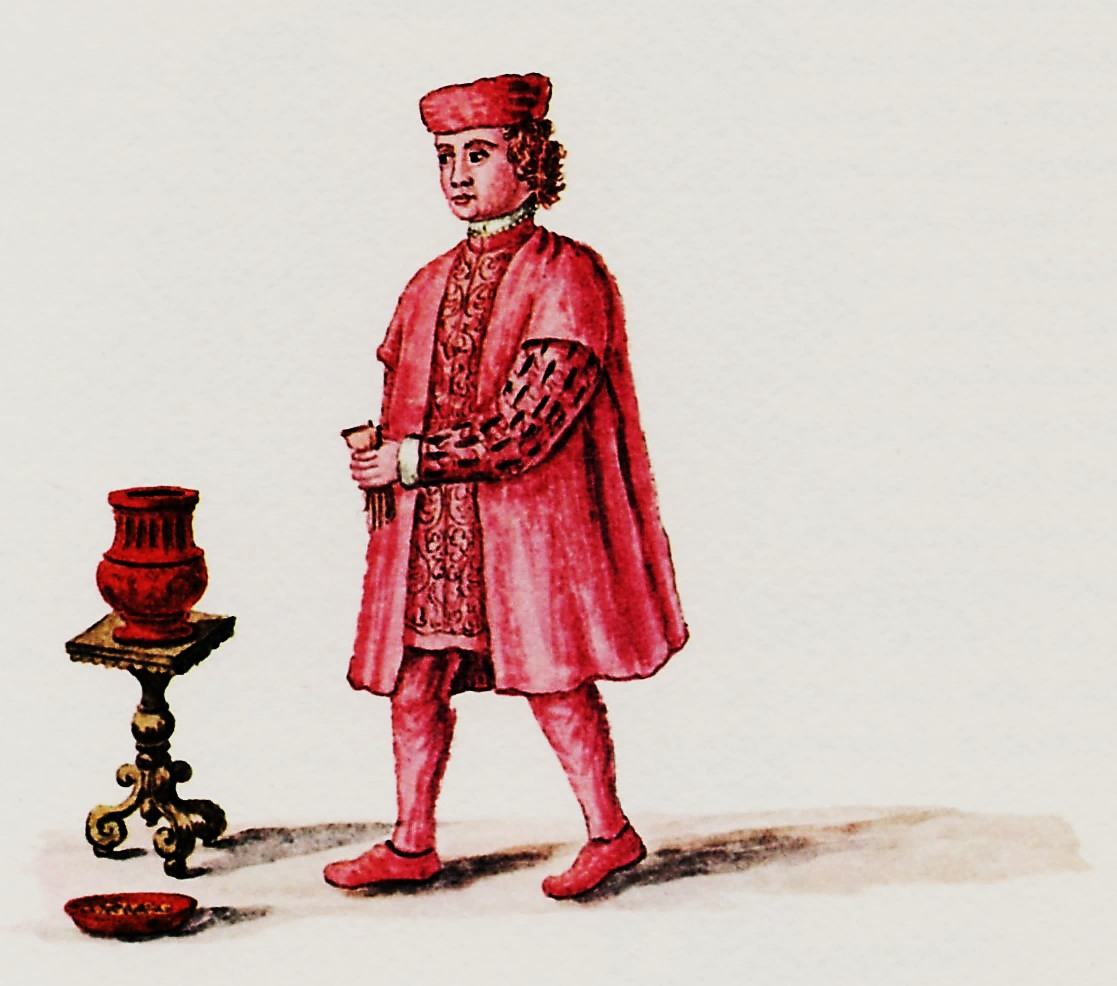
Ballottin del doge
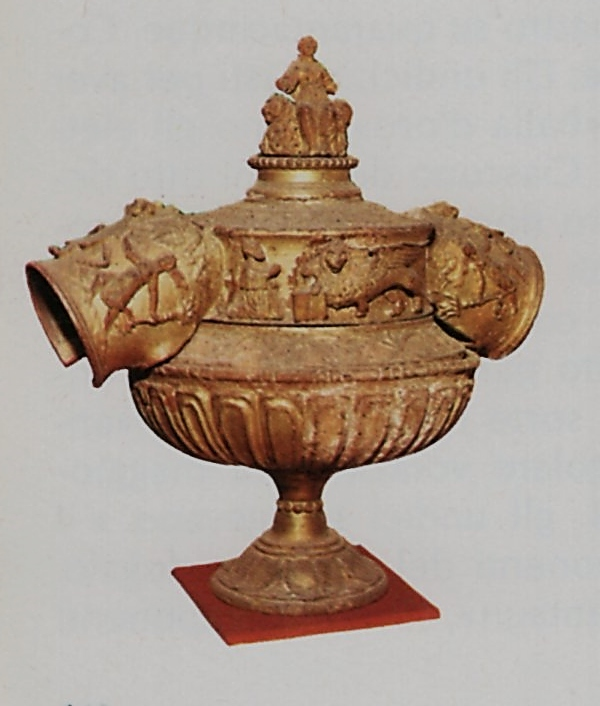
Urna dorata, Venezia, Museo Correr
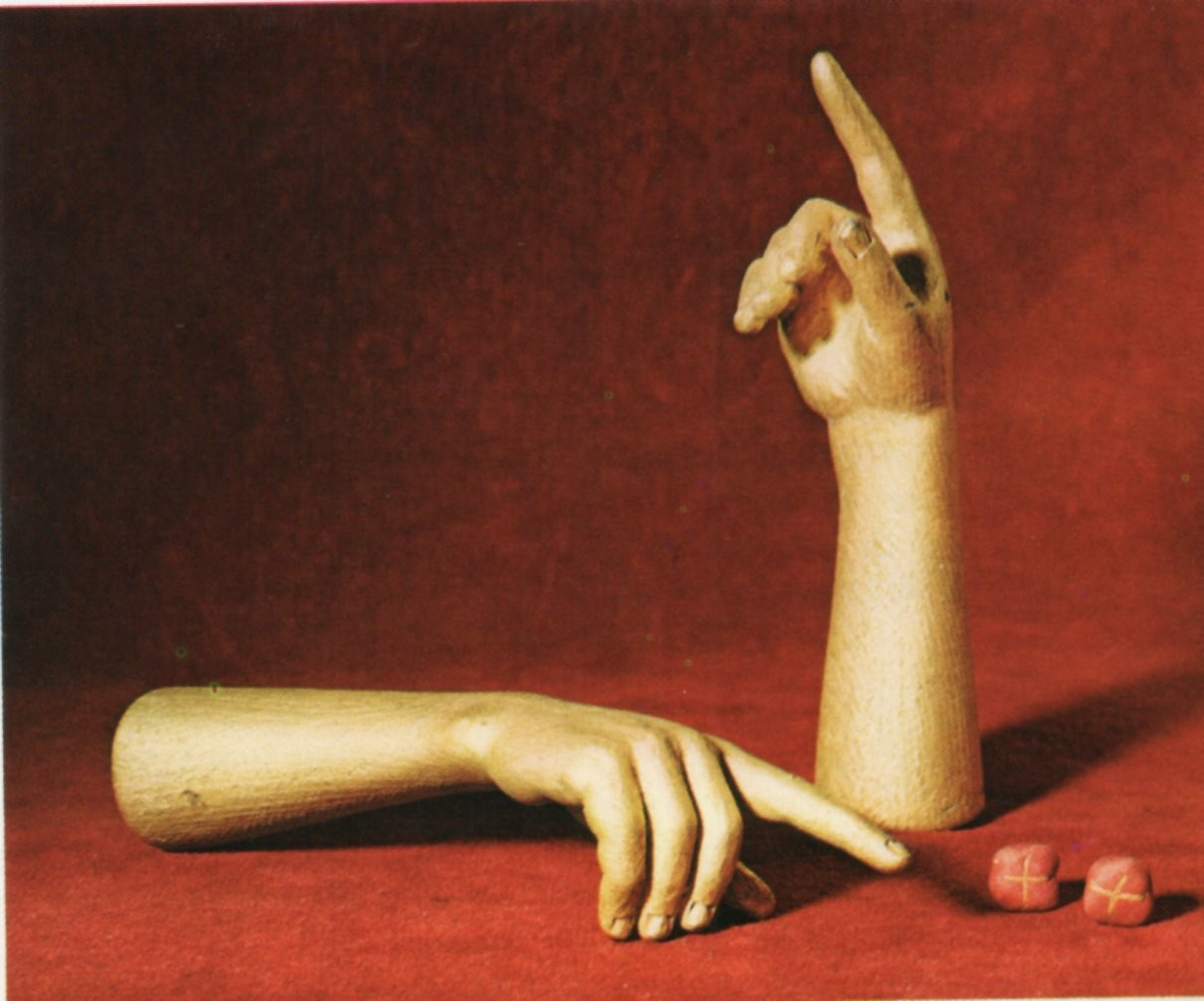
Manine per il conteggio delle ballotte
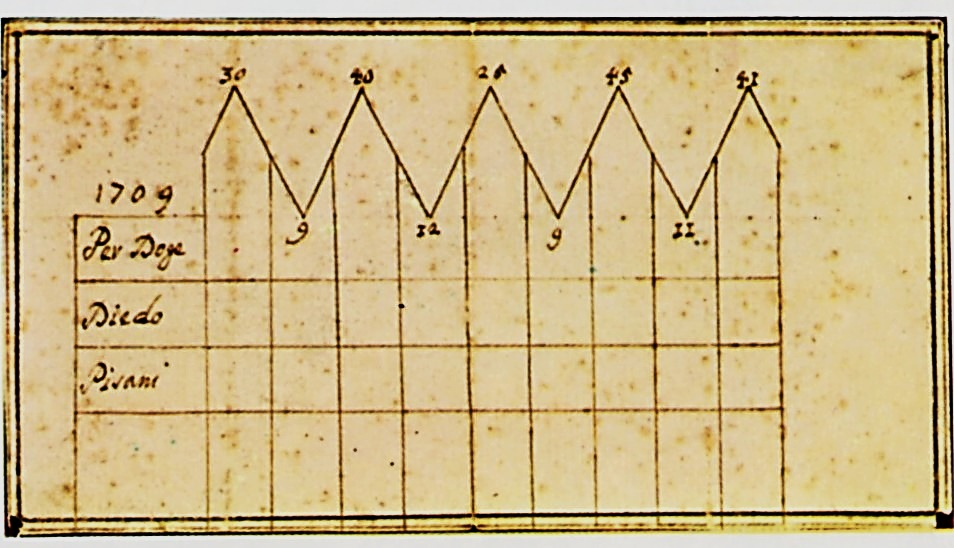
Scheda per lo scrutinio dell'elezione del doge del 1709 da cui uscì doge Giovanni Correr

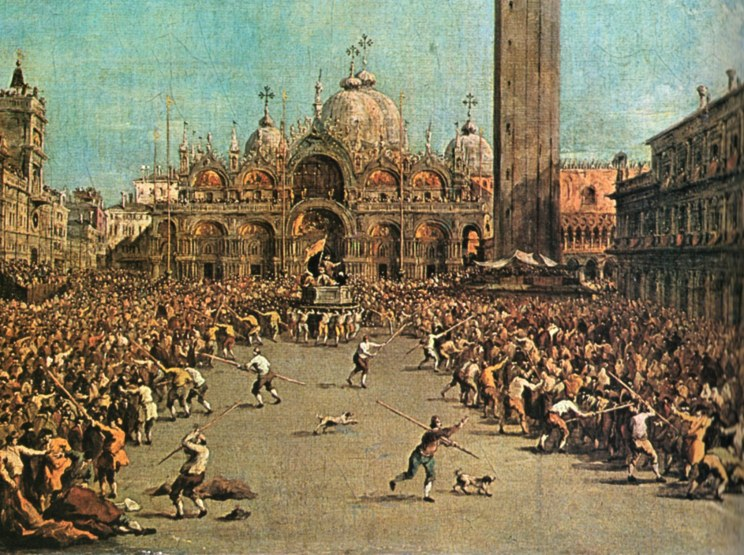
Francesco Guardi, Il doge fa il giro della piazza nel pozzetto

In nome dell'antica eguaglianza, l'elezione del doge dovette sempre sottostare alla collaudatio popolare, che divenuta nel tempo una cerimonia formale senza più alcun significato politico, prevedeva che il doge si mostrasse al popolo radunato dentro la chiesa di San Marco dove il più anziano d'età del Quarantuno proclamava Questo xe el vostro Doxe, se ve piaxe ("Questo è il vostro Doge, se vi piace"), seguiva poi la messa in San Marco, il giro in piazza con il pozzetto e infine l'incoronazione sulla Scala dei Giganti del Palazzo Ducale, dove egli giurava sulla promissione ducale e quindi riceveva il camauro (cuffietta bianca) dal Consigliere più giovane in età e la Zogia (pubblica corona) dal più anziano, con la formula "Accetta la corona del Ducato veneziano".

### Funzioni

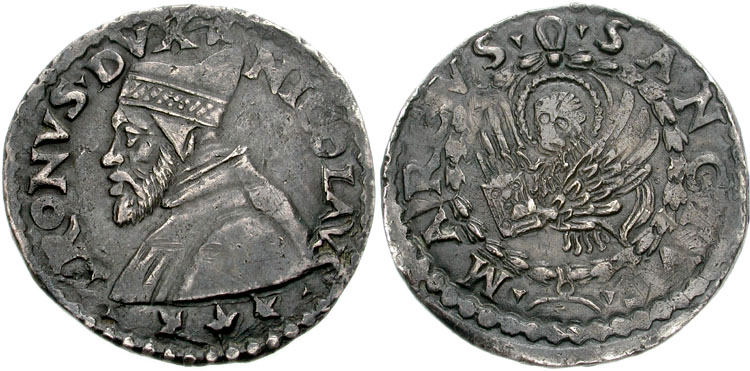
Raffigurazione del doge Nicolò Tron regnante sulle monete veneziane

La carica di doge era ambita per il valore simbolico che donava alle famiglie aristocratiche; lo sfarzo e la pompa che circondavano le cerimonie dogali rendevano la funzione ambita da tutti coloro che aspiravano ad essere qualcosa di più che dei semplici nobili, ma i dogi stessi dovevano contribuire pesantemente al loro mantenimento, ed era quindi una carica molto costosa e di fatto appannaggio della aristocrazia ricca (vi erano infatti anche una aristocrazia povera e una poverissima).

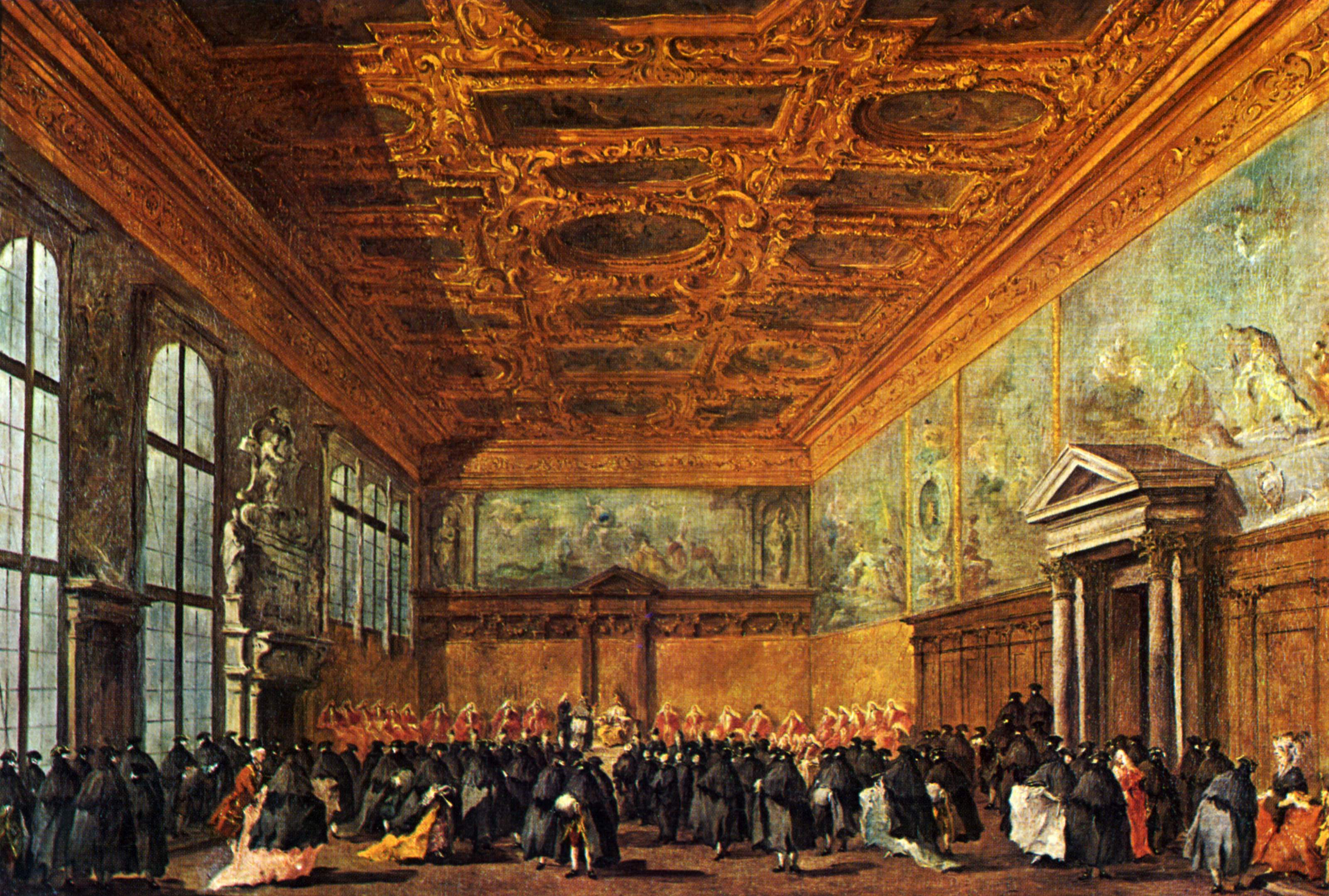
Udienza ducale in un dipinto del Guardi

A seconda dei tempi e delle situazioni il doge agiva da condottiero o da supremo notaio. Per cui, tralasciando la grande varietà di situazioni, si può solo dire che sempre all'interno dell'ordinamento politico vi erano una serie di disposizioni che limitavano pesantemente le prerogative del doge e perfino la sua stessa vita quotidiana: la funzione del doge era principalmente quella di rappresentante ufficiale di Venezia nelle cerimonie pubbliche e nelle relazioni diplomatiche con gli altri stati e di mostrarne la regalità pur senza regnare. L'unico potere effettivo che non fu mai sottratto al doge fu quello di poter comandare la flotta e guidare l'armata in tempo di guerra. Per il resto egli si limitava a sedere a capo della Serenissima Signoria e presiedere con essa a tutti i consigli della Repubblica, nei quali però il suo voto non aveva più valore di quello di qualunque altro membro.
Il Doge era costantemente controllato e sorvegliato nel suo operato dai Consiglieri ducali e dalle altre magistrature all'uopo incaricate (Avogadori de Comun e Capi del Consiglio dei Dieci). Egli non poteva mescolarsi alla popolazione, non aveva guardie del corpo; non poteva porre la sua residenza fuori da Palazzo Ducale, dove anche non poteva esibire la propria Arma, ad esclusione di uno scudo nella sala omonima che formava il più vasto appartamento ducale. Gli eventuali doni che riceveva da parte dei dignitari in visita andavano al Tesoro di San Marco o all'erario pubblico. Non poteva concedere udienza né aprire la corrispondenza se non alla presenza dei Consiglieri ducali.
Gran parte delle spese per sostenere la carica spettavano a lui personalmente, gravando quindi sul suo patrimonio, cosicché l'elezione spesso metteva le famiglie di provenienza in gravi difficoltà economiche.

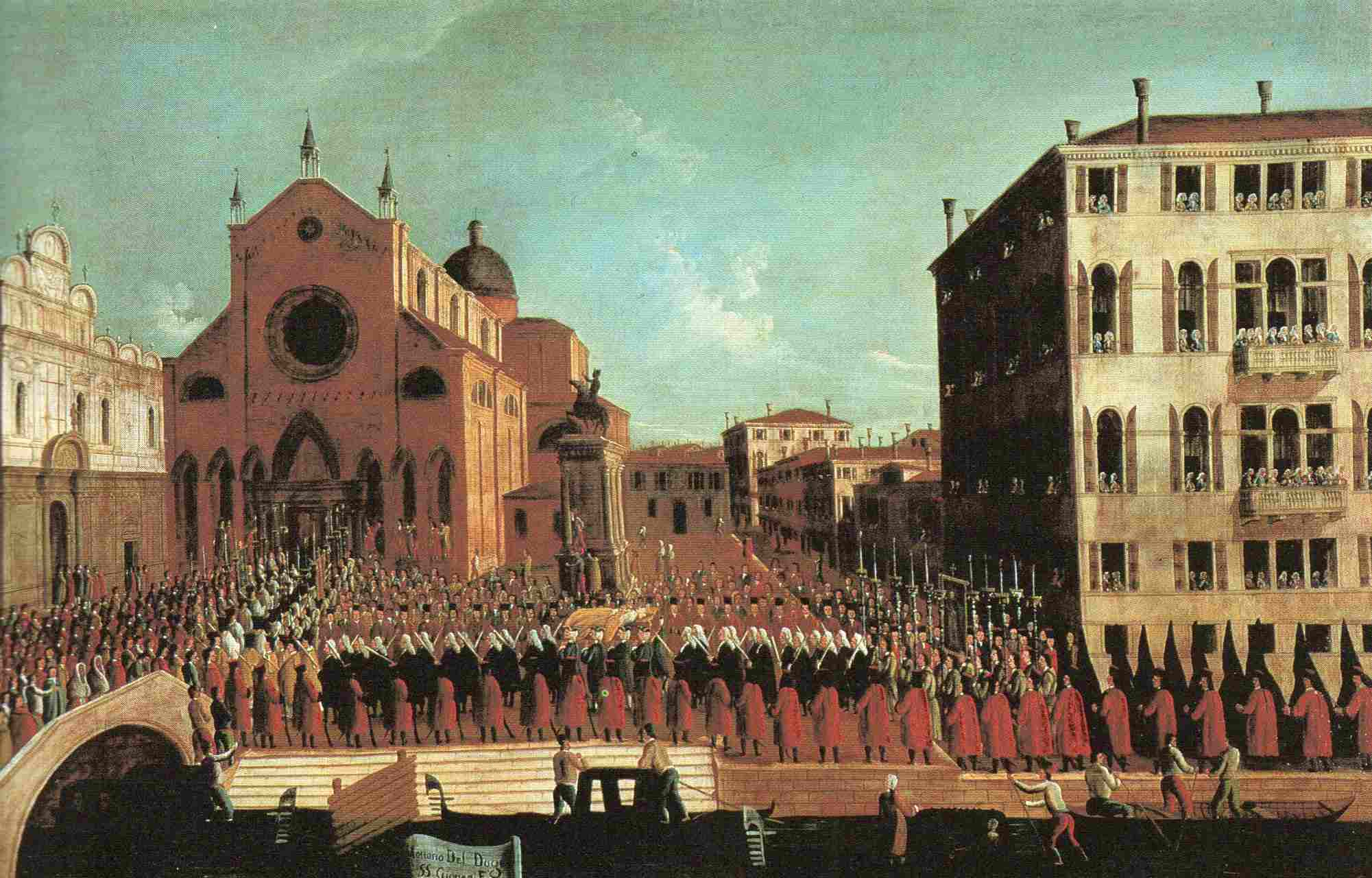
Gabriel Bella, Funerali del doge

I funerali del doge potevano essere tenuti nella forma solenne oppure nella forma privata. Tutta la nobiltà veneziana vestiva a lutto per la morte del doge, tranne venti patrizi che indossavano per tutto il periodo dell'interregno la veste scarlatta, scelti dalla Signoria fra i più eminenti per rappresentarla durante i tre giorni di esequie e nella processione solenne. Era questo infatti il segnale che si voleva dare al mondo che Se l'è mort el Doxe, no l'è morta la Signoria ("se è morto il Doge, non è morta la Signoria") e che dunque nonostante il Vacante Ducatu, i Consiglieri ducali e i Capi della Quarantia al Criminal presidiavano la Repubblica e il governo dello Stato.
Nella Basilica di San Marco il doge dopo morto veniva portato davanti all'entrata principale della chiesa e per nove volte gli arsenalotti in gramaglie alzavano la bara e l'abbassavano fino a farle toccare la terra, intendendo così far idealmente inchinare colui che in vita era stato il Signore della chiesa e entro le cui mura era stato presentato al popolo (el salto del morto, scherzava la gente).

### Funzione religiosa

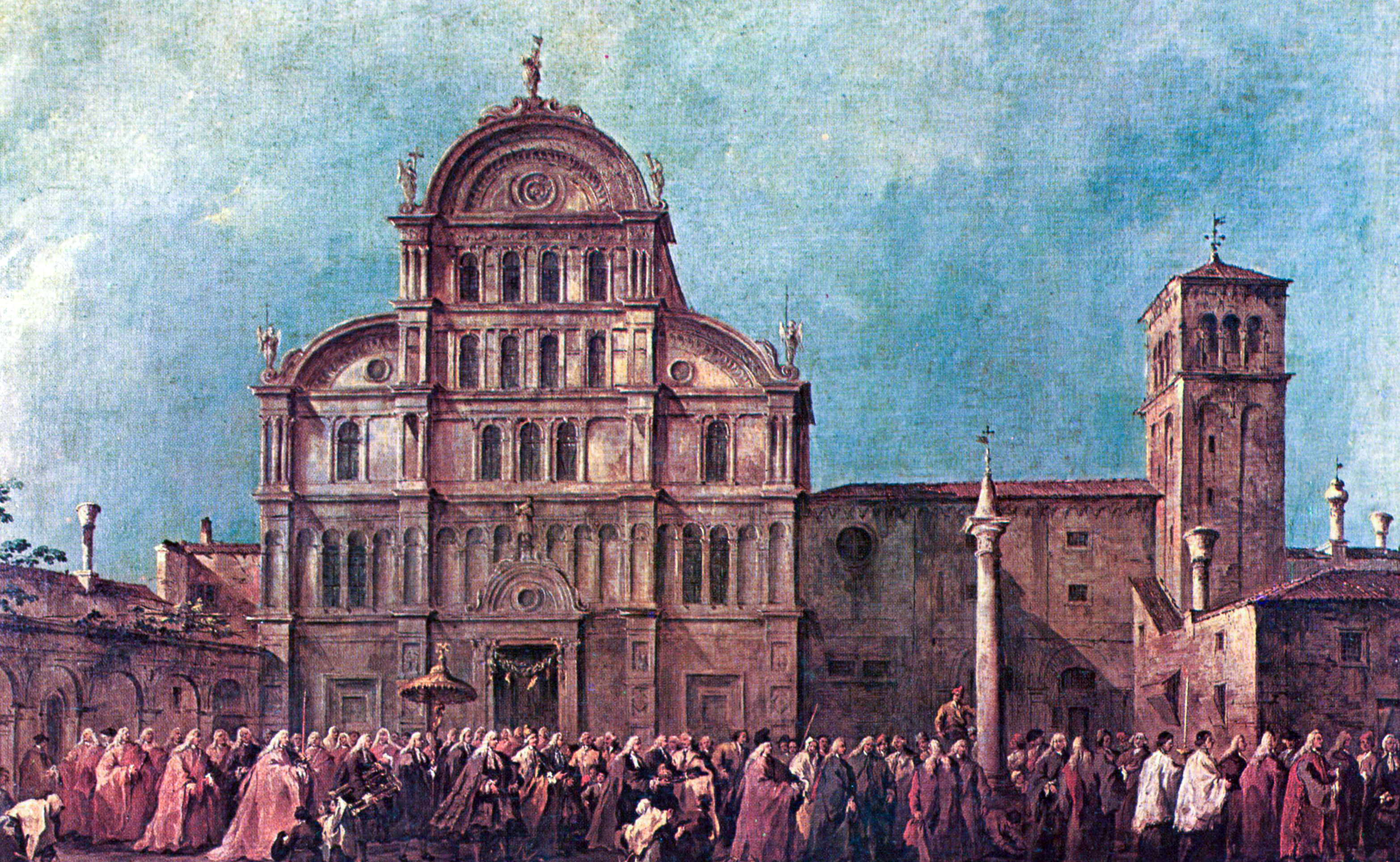
Ancora una veduta del Guardi con la raffigurazione di una processione ducale

Sullo stampo del cesaropapismo dell'Impero romano d'oriente, il doge aveva acquisito sin dalle origini connotazioni religiose. Con l'arrivo a Venezia nell'828 delle spoglie dell'evangelista Marco e l'edificazione per opera del doge del tempo, Giustiniano Participazio, della basilica di San Marco, cappella palatina e chiesa di Stato, il doge divenne a tutti gli effetti il Capo della Chiesa di San Marco, con prerogative episcopali sul territorio non appartenente a nessuna diocesi ovvero diocesi nullius dipendente dalla basilica e retta a suo nome da un Primicerio. Lo stesso Clemente V riconosceva al doge prerogative tra le quali vi erano quelle che limitavano il potere pontificio nella nomina dei vescovi, riducendo la sua scelta a una terna o a una quaterna di nomi indicati dal doge.
La questione della duplice natura del potere ducale fu discussa anche durante il Concilio di Trento del 1545-1563, nel quale, riconoscendo che il Doge rappresentava la Chiesa, ma non era né un vero e proprio vescovo, né solamente un principe, si dovettero modificare le formule conclusive per comprendere accanto ai vescovi e ai principi, il Doge di Venezia.
Proprio per queste caratteristiche e questa indipendenza dal potere di Roma, continue furono le tensioni con il papa, compresi interdetti papali a tutta Venezia. E continua fu la tensione fra doge e patriarca di Venezia, il quale rispondeva al Papa, benché dovesse essere originario dei territori veneti.
Ma fu questa stessa indipendenza religiosa di Venezia e della Repubblica che permise ai perseguitati per le loro idee eterodosse di trovare riparo presso di essa, come Giordano Bruno o come Galileo Galilei. Alcuni dogi delle origini divennero anche santi. Tale indipendenza religiosa venne distrutta dalla conquista napoleonica e dalla decisione di sopprimere l'antica autonomia della Cappella Ducale.

## Simboli

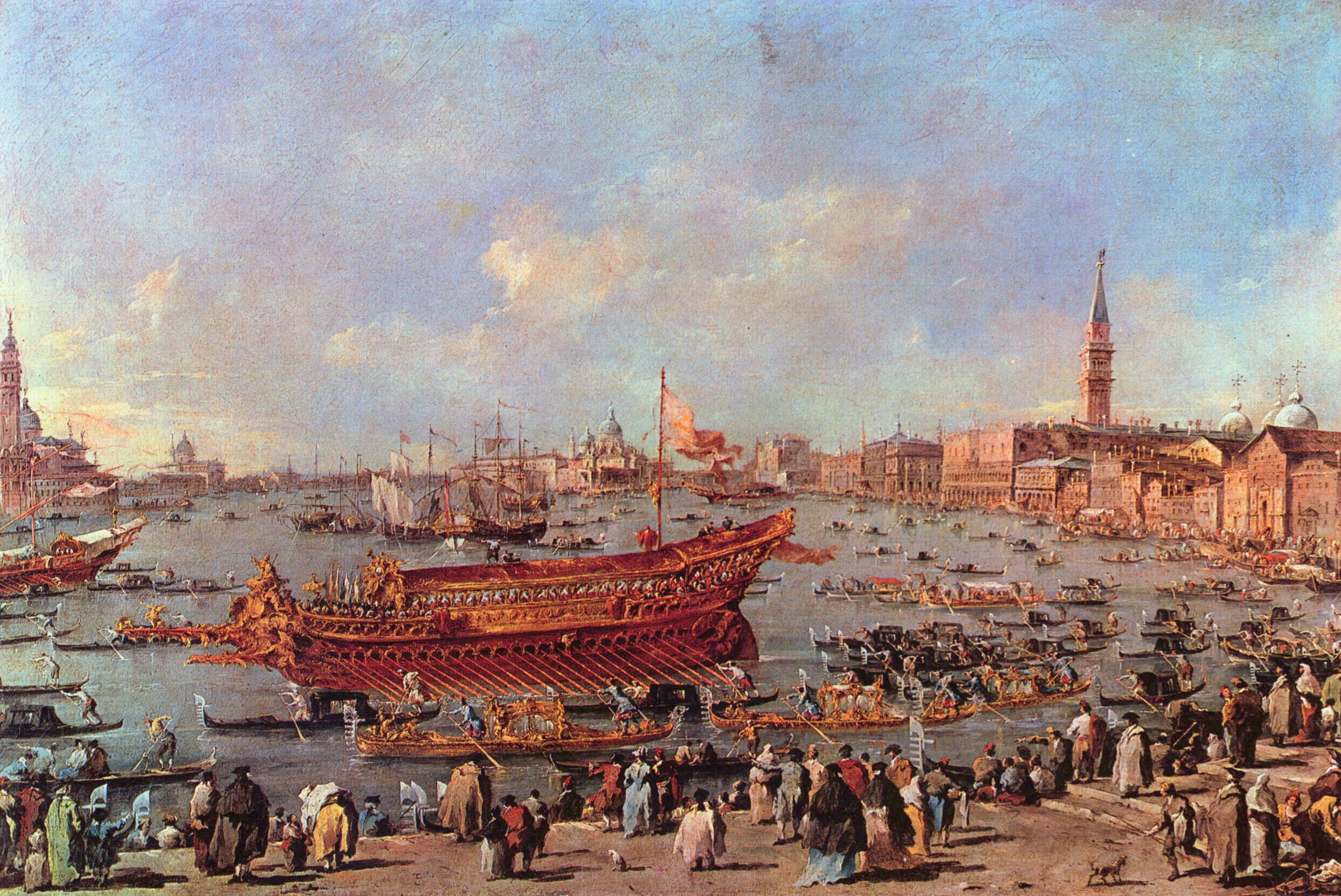
Il Bucintoro in partenza per lo sposalizio del mare il giorno della Sensa

Nelle principali cerimonie pubbliche e in special modo nelle grandi processioni ducali i simboli della dignità ducale erano rappresentanti dalla Zogia ossia la pubblica corona, il corno ducale, posto al disopra del camauro, una cuffietta di lino bianca, l'ampio manto in porpora, poi divenuto di broccato d'oro, indossati dal principe, e da tutti i simboli che lo accompagnavano: la spada, il faldistorio (seggio ducale), il grande ombrello, gli otto gonfaloni recanti il leone marciano e le otto trombe d'argento, il cero bianco. Aveva a disposizione una ricca nave per le funzioni di Stato, il Bucintoro e con essa partecipava alla più importante cerimonia veneziana lo 
Sposalizio del Mare, nel quale con una vera gettata nelle acque del mare la città rivendicava il suo indissolubile dominio sull'Adriatico.

## Dogi della Repubblica di Venezia

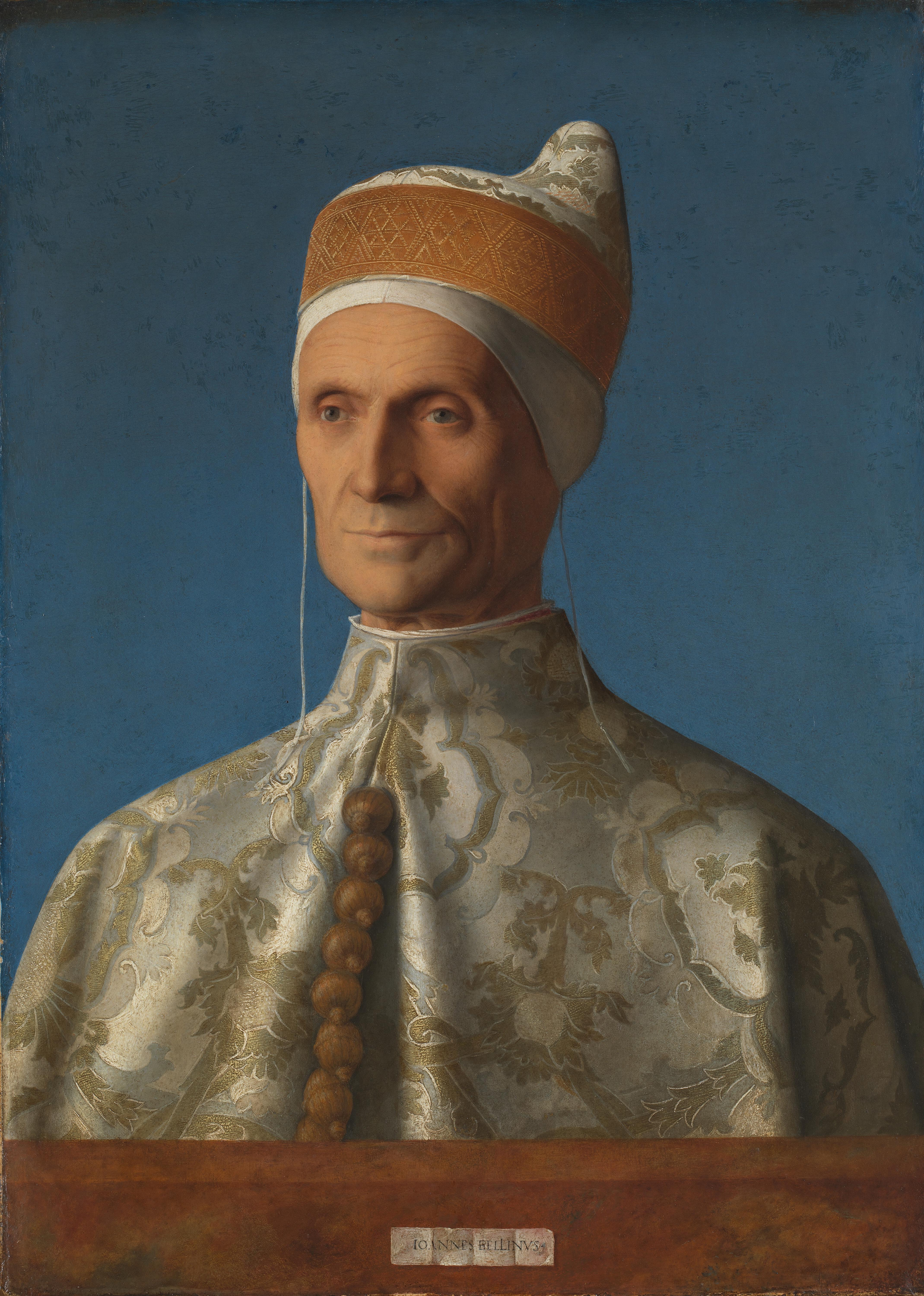
Giovanni Bellini, Ritratto del Doge Leonardo Loredan

Nei mille e cento anni di esistenza dell'istituzione ducale a Venezia si succedette una teoria di 120 dogi, con un'enorme varietà di personalità e caratteri, molti si limitarono a servire rigorosamente e fedelmente la Repubblica, altri tentarono di sovvertirla, altri ancora la resero via via grande o la accompagnarono nel lento declino. Tra queste centoventi figure alcune spiccano però su tutte le altre per le loro gesta o per i momenti vissuti dal dogado durante il loro regno, tra questi:
- Paoluccio Anafesto, primo duca bizantino della Venezia;
- Orso Ipato, che accese la scintilla dell'indipendentismo da Costantinopoli;
- Teodato Ipato, primo doge di una Venetia indipendente, pienamente libera di eleggersi il proprio capo;
- Angelo Partecipazio, che pose la capitale ducale nella città di Venezia;
- Giustiniano Partecipazio, sotto il cui dogado giunsero in città le spoglie dell'evangelista Marco, iniziando l'indissolubile legame tra il santo e la sua città.
- Pietro II Orseolo che sottomettendo la Dalmazia diede inizio al dominio veneto sull'Adriatico;
- Sebastiano Ziani sotto i cui auspici fu firmata in San Marco la pace tra Federico Barbarossa, papa Alessandro III e i comuni della Lega Lombarda;
- Enrico Dandolo, che ottuagenario condusse Venezia al dominio sull'Oriente bizantino, fondando l'impero marittimo;
- Pietro Gradenigo, sotto il cui dogado si affermò la definitiva forma oligarchica dello Stato con la Serrata del Maggior Consiglio;
- Marin Falier, decapitato per aver tentato di instaurare una Signoria su Venezia;
- Andrea Contarini, che visse le vicende dell'assedio della città durante la guerra di Chioggia contro la Repubblica di Genova (i Contarini dettero alla Repubblica ben nove Dogi[2], detenendo il primato nella storia dei principi di Venezia);
- Tommaso Mocenigo, che tentò di frenare l'espansionismo veneziano in terraferma;
- Francesco Foscari, che al contrario fu il padre del dominio veneziano di terraferma;
- Leonardo Loredan, sotto il cui dogado Venezia resistette alla coalizione dell'intera Europa contro di sé, la Lega di Cambrai;
- Francesco Morosini il Peloponnesiaco, che guidò l'ultimo grande riscatto veneziano contro i Turchi, riconquistando la Morea;
- Lodovico Manin, ultimo doge regnante di Venezia, che depose le insegne assieme al Maggior Consiglio nel 1797 ponendo fine alla millenaria storia di una Venezia indipendente.

## Dogaresse eCo-Duces

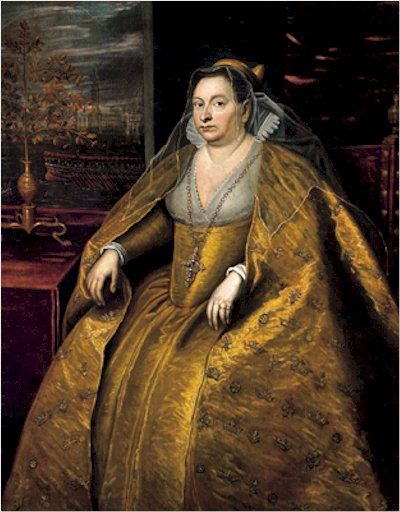
Domenico Robusti: ritratto della dogaressa Morosina Morosini.

Due particolari figure legate alla persona del doge furono i co-Duces e le Dogaresse.
Mentre i primi erano delle figure tipiche nella storia del Ducato di Venezia tra l'VIII e il X secolo, quando i Dogi, come veri e propri monarchi tentavano di trasmettere il proprio potere al casato di appartenenza, associando al trono dei Dogi-colleghi destinati alla successione, le seconde erano, più semplicemente, le consorti dei Dogi.
Le figure dei co-Duces, dopo essere state al centro delle vicende politiche di scontro tra il potere monarchico del Doge e il potere democratico dell'assemblea popolare, scomparvero definitivamente dopo il 1035, quando con la prima legge costituzionale della Repubblica il potere ducale cominciò a lasciare il passo alle istituzioni comunali. Le dogaresse continuarono invece, sino alla caduta della Repubblica, a rivestire un ruolo di primo piano nell'apparato scenografico che circondava la figura del Doge, compartecipandone ai fasti del potere e alla pompa delle cerimonie. Sino al 1643, in particolare, fu in vigore l'uso della cerimonia di incoronazione per le Dogaresse.